# 索倫·別格
索倫·別格（丹麥語：Søren Bjerg，1996年2月21日—），遊戲代號為Bjergsen（華語地區多稱作「比爾森」），丹麥籍《英雄聯盟》選手。16歲便登上職業舞台，他的第一支隊伍為歐洲的「Western Wolves」。目前隸屬戰隊100 Thieves擔任中单选手。

## 个人生活
比爾森是1996年出生，他和他的两个兄弟在霍尔斯特布罗的 Mejdal 长大。
在童年的時候，因為身體瘦弱的他經常遭到欺負，使他的性格變得孤僻、害羞和不交流，甚至一度得上了抑鬱症，由於事態嚴重，最終在八年級的時候比爾森的父母將他帶離學校，在他們尋找另一個學校時比爾森有足夠的時間玩遊戲。
在英雄联盟之前，Bjerg 随便玩了几场比赛，包括反恐精英：全球攻势，World of Warcraft。 
隨後在高中時期接觸到了《英雄聯盟》，後來加入了CW戰隊開始自己的職業生涯。

## 生涯
因其卓越的遊戲操作能力而被玩家暱稱「美服第一中路」，「美服Faker」。他所擅長使用的角色有星朵拉、逆命、伊莉絲、奈德麗和劫。

### 2012年
他在S2的時候就已經打過不少的業餘比賽，但最重要的還是他進入Copenhagan Wolves戰隊的時候，正好戰隊將要參加2012年Dreamhack的冬季賽，將需要比爾森出現在公眾場合，但是童年被人霸凌的經歷讓比爾森產生了卻步，不敢再在人們面前出現。但在Copenhagen Wolves的經理人Deficio努力說服之下，他還是鼓起勇氣參與了這次的盛事。最後Copenhagan Wolves成功進入了LCS資格賽，也打進了EULCS。
但是最初年齡限制讓當時還只是17歲的小子的他無法參與比賽，只能在場下觀看比賽。期間Copenhagen Wolves頭三個週全敗，直到比爾森第一場出戰的比賽。他用星朵拉直接拿下了一個Penta Kill帶領狼隊拿下EU LCS的第一場比賽，開始了他的職業生涯。他在EU LCS出色表現與Froggen、Xpeke、Alexich被玩家並稱為歐洲4大中路。他自己在一次訪問講過，參加職業聯賽（EU LCS）是他人生最重要的時間點，他慢慢學會重新打開自己的心扉，向著記者展露他的笑容。他由一個關閉自己內心的男孩成長為一個充滿自信的職業選手。

### 2013-2021年：TSM
2013年底他加盟了傳統豪門TSM。
2017年7月24日，NA LCS聯賽TSM對陣Echo Fox的第一局比賽中，他使用塔莉雅在比賽23分鐘左右時完成雙殺，使自己在NA LCS聯賽的總擊殺數達到了1000個。在這222場比賽中，他共取得153勝69負，勝率為68.9%，平均KDA為5.7。英雄方面，他總共使用了36個不同的英雄，其中有25位至少出現了三局，有8位英雄至少出現了10次。星朵拉是他使用最多的英雄，登場了21次，並取得了104個擊殺，戰績為17勝4負。而阿祈爾總共在16局中出現，取得了77個擊殺，戰績為15勝1負。他賽後在NA LCS聯賽的總計殺數來到了1009個，排在NA LCS總擊殺榜第四位，在他之前的分別是WildTurtle、Doublelift和Sneaky。
2019年10月15日，北美戰隊 TSM 突發公佈一項重大消息：比爾森 清楚表示確定會與 TSM 續約兩年，全因與 TSM 創辦人有著相同想法與理念，而開頭打包行李的原因也只是搬離舊家而已。
華盛頓郵報與 比爾森 進行獨家專訪，得知 比爾森 不單單與 TSM 達成兩年續約，他更榮升成為 TSM 的所有者/擁有者之一，即是擁有選手與老闆兩個身份。
比爾森 向華盛頓郵報透露，TSM 創辦人 Reginald 主動邀請他成為 TSM 擁有者之一，他如此坦白現時的心情：「我知道自己想留在 TSM，想為這裡貢獻更多，而現在我不僅是代表 TSM 的選手，還成為了 TSM 這間公司的一部分。」TSM 今年九月於區域資格賽落敗後宣佈賽季結束，而合約同時於今年完結的 比爾森，他的去留成為外界一直關注的事件，TSM 連續兩年失落世界賽，有聲音指出 比爾森 值得一支更高競爭力的戰隊。
站在 TSM 的立場當然不會希望這一位幾乎與 TSM 這個名字掛鉤的選手離隊，而為了留下他，TSM 開出了「擁有者之一」這個豐厚條件，而粉絲亦絕對支持 TSM 的做法，直言「這是能留下比爾森的唯一方法。」
2020年10月24日，在TSM效力了七年之後，比爾森宣佈從職業賽場上退役，並轉戰隊內的主教練；比爾森 駁斥了有關 TSM 在 2020 年世界賽上令人失望的表現促使他退役的猜測，稱他已經計劃了一段時間。11 月 21 日，TSM 從 FlyQuest 簽下了 Tristan “PowerOfEvil” Schrage，以取代 比爾森 在中路的位置。 這支由 Bjerg 擔任教練的新 TSM 球隊在春季賽中獲得第二名，在夏季賽中獲得第一名，但是儘管常規賽取得了成功，TSM在季后賽中沒有取得成功，在 Lock-In 中排名第五，夏季第四，分別輸給 Team Liquid 和 Cloud9。 結果TSM沒有參加世界賽。

### 2021-22年：TL
2021 年 9 月，Bjerg 宣布希望恢復选手角色， 一個月後，他拒絕了 TSM 的續約提議，並宣布他將離開TSM。
2021年 11月25日，Team Liquid官方宣布比爾森复出并加入隊內。
比爾森 在 2022 年的 Lock-In 中首次亮相，Team Liquid 以 3-0 擊敗 Evil Geniuses，比爾森在決賽中贏得了總決賽MVP。

### 2023年：100T
2023年，Bjergsen 離開了 TL，加入了 100 Thieves，再次與Doublelift 重聚，陣容中還包括 Closer 和新秀 Tenacity 和 Busio。

## 記錄
他擁有LCS賽區中最高的擊殺參予率記錄
北美賽區奪冠最多中路（6次）

## 隊伍榮譽
| 榮 譽                        | 次 數          | 年 度                                                                                    |                |                |                |                |                |
| 地區性（北美）               | 地區性（北美） | 地區性（北美）                                                                           | 地區性（北美） | 地區性（北美） | 地區性（北美） | 地區性（北美） | 地區性（北美） |
| ---------------------------- | -------------- | ---------------------------------------------------------------------------------------- | -------------- | -------------- | -------------- | -------------- | -------------- |
| 英雄聯盟冠軍聯賽（LCS） 冠軍 | 6              | 2020年夏季賽，2017 年夏季賽，2017 年春季賽，2016 年春季賽， 2015 年春季賽，2014 年夏季賽 |                |                |                |                |                |
| 洲際性                       |                |                                                                                          |                |                |                |                |                |
| 歐美對抗賽 冠軍              | 1              | 2017 年 (北美)                                                                           |                |                |                |                |                |
| 國際性                       |                |                                                                                          |                |                |                |                |                |
| IEM IX 冠軍                  | 1              | 2014-15 年度                                                                             |                |                |                |                |                |

## 風格
- 以他的 星朵拉 而聞名，甚至在她不被認為是Meta時使用她。
- 在他職業生涯的後期，他的 極靈 而聞名。
- 他對 極靈 的熟練程度獲得他的綽號 時間領主（Timelord）。

#### 五殺記錄
| 日期       | 聯賽   | 團隊 | VS  | 英雄     | K/D/A  | W/L |
| ---------- | ------ | ---- | --- | -------- | ------ | --- |
| 2020-03-28 | LCS    | TSM  | 100 | 阿祈爾   | 10/3/6 | L   |
| 2018-08-25 | NA LCS | TSM  | FOX | 伊瑞莉雅 | 11/1/1 | W   |
| 2017-02-18 | NA LCS | TSM  | C9  | 奧莉安娜 | 8/0/2  | W   |
| 2014-04-19 | NA LCS | TSM  | CLG | 卡瑪     | 7/0/6  | W   |
| 2013-03-01 | EU LCS | CW   | aAa | 星朵拉   | 11/4/4 | W   |